# Fred Williamson
Fred Williamson, född 5 mars 1938 i Gary, Indiana, är en amerikansk skådespelare, regissör och tidigare amerikansk fotbollsspelare.
Williamson spelade collegefotboll för Northwestern University och draftades i slutet av 1950-talet för San Francisco 49ers där han fick smeknamnet The Hammer. Han spelade sedan för olika lag, bland annat Kansas City Chiefs och även i American Football League all-star-lag. 
Under sin tid som amerikansk fotbollsspelare arbetade han som arkitekt när det inte var fotbollssäsong. Han kom dock snart på att han hellre ville vara skådespelare än arkitekt. Han fick snart en roll i TV-serien Julia med Diahann Carroll och sedan i filmen M*A*S*H (1970). Under början av 1970-talet blev han stjärna inom den då populära blaxploitation-genren med huvudroller i filmer som Black Caesar, The Soul of Nigger Charley, Hell Up in Harlem (alla 1973), Three the Hard Way (1974), Boss Nigger (1975) och Mean Johnny Barrows (1976). Den sistnämnda var också hans debut som regissör. I mitten av 1970-talet grundade han sitt produktionsbolag, Po Boy Productions. Blaxploitationgenren minskade i popularitet men det fanns fortfarande en internationell marknad för filmer med svarta stjärnor och Williamson fortsatte sin karriär som producent och skådespelare i lågbudgetfilmer och som skådespelare i italienska filmer som Inglorious Bastards (1978), Bronx Warriors (1982) och Black Cobra (1987). Han har senare även medverkat i filmer som From Dusk Till Dawn (1996) och Starsky & Hutch (2004).